# Kableshkov Ridge
Der Kableshkov Ridge (englisch; bulgarisch Каблешков рид Kableschkow rid) ist ein 4,5 km langer, 1,5 km breiter und 550 m hoher Gebirgskamm mit westnordwest-ostsüdöstlicher Ausrichtung an der Nordenskjöld-Küste des Grahamlands auf der Antarktischen Halbinsel. Mit einer Verbindung nach Westen zum Detroit-Plateau wird er nach Norden durch den Sajtschar-Gletscher, nach Südosten durch die Odrin Bay und nach Südwesten durch den Sinion-Gletscher begrenzt.
Britische Wissenschaftler kartierten ihn 1978. Die bulgarische Kommission für Antarktische Geographische Namen benannte ihn 2011 nach dem bulgarischen Revolutionär und Freiheitskämpfer Todor Kableschkow (1851–1876). 